# Манашвили, Соломон
Соломон Манашвили (груз. სოლომონ მანაშვილი; 31 июля 2001) — грузинский борец вольного стиля, член сборной Грузии по вольной борьбе. Серебряный призёр чемпионата Европы 2025 года. Чемпион Европы 2022 года среди молодёжи.

## Биография
Родился в 2001 году в Грузии. С 2017 года принимает участие в международных соревнованиях по вольной борьбе. В 2022 году одержал победу в весовой категории до 125 кг на чемпионате Европы среди молодёжи, который состоялся в Пловдиве в Болгарии.
В апреле 2025 года дебютировал на взрослом чемпионате Европы в Братиславе в весовой категории до 125 кг. Вышел в финал. В схватке за золотую медаль сразился с соперником из Азербайджана Георгием Мешвилдишвили, которому уступил по результатам рассмотрения челленджа по окончании поединка.